# 私立ガードマン/全員無責任
『私立ガードマン/全員無責任』（しりつガードマン/ぜんいんむせきにん、原題：Armed and Dangerous）は、1986年制作のアメリカ合衆国のコメディ映画。マーク・L・レスター監督、ジョン・キャンディ主演。

## あらすじ
ロサンゼルス市警察の警察官フランクはある日、同僚から身に覚えのない罪を着せられ、クビになってしまう。警備会社に転職したフランクはそこで元弁護士だったノーマンと出会い、コンビを組むことに。
だが、気は優しいがドジなフランクと気の弱いノーマンのコンビは警備を担当するたびに、強盗に襲われる。不審に思った2人は警備会社のオーナーの娘マギーの協力を得て捜査を進め、一連の事件の裏に組合のボス・カリーノが絡んでいることをつきとめる。

## キャスト
- フランク・ドゥーリー：ジョン・キャンディ
- ノーマン・ケイン：ユージン・レヴィ
- マギー：メグ・ライアン
- マイケル・カリーノ：ロバート・ロッジア
- クラレンス・オコネル：ケネス・マクミラン
- ブルーノ：トミー“タイニー”・リスター
- ルー：ジェームズ・トールカン
- アンソニー・ラザラス：ブライオン・ジェームズ
- クライド：ジョナサン・バンクス
- カウボーイ：スティーヴ・レイルズバック
- キャッピー：トニー・バートン
- 判事：ステイシー・キーチ・シニア
- 警察署長：ブルース・カービー
- ドン・ストラウド
- ラリー・ハンキン